# Бастраков, Арсентий Михайлович
Арсе́нтий Миха́йлович Бастрако́в (13 марта 1919, д. Мироновцы, Вятская губерния — 17 февраля 1944, Аувере, Ида-Вирумаа) — участник Великой Отечественной войны, командир отделения 2-й пулемётной роты 191-го гвардейского Красносельского стрелкового полка 64-й гвардейской стрелковой дивизии 2-й ударной армии Ленинградского фронта, Герой Советского Союза (5.10.1944), гвардии старшина.

## Биография
Родился 13 марта 1919 года в деревне Мироновцы в семье крестьянина. Русский. Окончив начальную школу, работал в колхозе «Маяк», был избран секретарем комсомольской организации.
В 1939 году был призван в Красную армию. Участник Великой Отечественной войны с июня 1941 года. С первых дней защищал город Ленинград, участвовал в прорыве и ликвидации блокады. В феврале 1944 года Красносельская стрелковая дивизия вела тяжёлые бои по окружению и ликвидации нарвской группировки немецких войск. Командир отделения пулемётной роты гвардии старшина Бастраков отличился при отражении контратак превосходящих сил противника в районе эстонского города Нарва в феврале 1944 года.
17 февраля 1944 года в районе железнодорожной линии Нарва — Таллин гитлеровцы упорно атаковали, стремясь прорваться к небольшой станции Аувере. Атаки следовали одна за другой, пулемётчик Бастраков был ранен, но продолжал вести огонь. Когда замолк пулемёт, взялся за автомат. Но силы были неравные и солдаты противника окружили бойца, пытаясь взять его в плен. Последней гранатой пулемётчик Бастраков подорвал себя и окруживших его гитлеровцев.
Указом Президиума Верховного Совета СССР от 5 октября 1944 года за образцовое выполнение боевых заданий командования на фронте борьбы с немецкими захватчиками и проявленные при этом мужество и геройство гвардии старшине Бастракову Арсентию Михайловичу посмертно присвоено звание Героя Советского Союза.

## Награды
- Медаль «Золотая Звезда» Героя Советского Союза
- Орден Ленина
- Медаль «За оборону Ленинграда»

## Память
- Похоронен в посёлке Синимяэ Кохтла-Ярвеского района[К 2].
- Именем Героя названы улицы в городах Нарва, Белая Холуница, в селе Полом и в селе Иванцево; Иванцевская сельская школа; Иванцевская библиотека-музей.
- На зданиях школы в городе Белая Холуница и Иванцевского сельсовета установлены мемориальные доски.
- Памятный знак установлен на месте гибели А. М. Бастракова у железнодорожной станции Аувере[2].

## Комментарии
1. ↑  Деревня Мироновцы (Мироновская) в последующем входила в состав  Белохолуницкого района Кировской области; не сохранилась[1].
2. ↑  Ныне — в составе муниципалитета Нарва-Йыэсуу, уезд Ида-Вирумаа, Эстония.